# 阿拉伯起义
阿拉伯起义（阿拉伯语：‎ Al-Thawra al-`Arabiyya）是1916年6月奥斯曼土耳其帝国治下阿拉伯人发动的大规模起义，名义上由麦加埃米尔兼谢里夫侯赛因·本·阿里领导，意图建立一个领土范围北达叙利亚阿勒颇，南达也门亚丁的独立国家。
尽管西方世界认为这次起义是阿拉伯人争取民族独立的斗争，但因为当时阿拉伯人的民族认同感不甚强烈，政治與派系上更是分裂，所以起义最初是以宗教名义发动來樹立共同敵人——领导者侯赛因以“青年土耳其党人违反伊斯兰教神圣教旨”为由，号召奥斯曼土耳其帝国境内阿拉伯穆斯林发动圣战，以推翻“看似虔诚的奥斯曼政府”，而当时的土耳其统治者则称这次起义是“背叛穆斯林哈里发国的部落叛乱”，“意图扰乱哈里发反抗帝国主义势力的斗争，趁机瓜分抢占穆斯林的土地”。
作为第一次世界大战中东战场的一部分，阿拉伯起义的爆发牵制了数万本用于进攻苏伊士运河地区的奥斯曼土耳其军队，大大降低了英军在攻势下遭土军反扑的概率，使得中东战局朝着有利于英军的方向发展。

## 背景
自16世纪马木留克王朝和阿拔斯王朝陷落起，包括伊拉克、叙利亚、巴勒斯坦、埃及和红海沿岸地区在内的广大阿拉伯领土便归于奥斯曼土耳其帝国的统治。阿拉伯起义的思想根源之一，即是基于民族主义的阿拉伯民族认同感。大多阿拉伯人更加倾向依宗教、教派、部落或是自身政府区分帝国境内的人群。帝国境内庞大的阿拉伯人群，大多为自己的家族、宗族和部落效忠，而非整个“阿拉伯人”，他们多认为自己是穆斯林之一，而非“阿拉伯民族”之一，因而忠于伊斯坦布尔的哈里发——奥斯曼帝国的国教是伊斯兰教逊尼派，其君主即苏丹，亦为宗教上的最高领袖，称哈里发，是为政教合一之典例。而伊斯兰教教条认为天下穆斯林不论族群皆为一家，亦即“乌玛”之一部分，因此与土耳其人同在统一的宗教和国家体制下生活的阿拉伯人，并未对自身和土人进行严格的区分。
19世纪20年代，民族主义思潮于奥斯曼土耳其帝国境内开始传播，其中，阿拉伯民族主义的传播植根于马什里克地区，沙姆地区（西方称黎凡特）尤甚。在1914年之前，奥斯曼帝国境内一千万左右阿拉伯人中，只有大概350人怀有西方的“民族认同”理念，而且他们的主张趋向温和，包括建立奥斯曼帝国体制下的阿拉伯自治（而非独立）、提倡地方教育界使用阿拉伯语以及要求应征兵于本地服役等。因此，此阶段的阿拉伯民族主义事实上还未成气候，即使在思潮最为盛行的叙利亚，也未占支配地位。
1908年6月3日，奥斯曼帝国发生青年土耳其党人革命，苏丹阿卜杜勒-哈米德二世被迫宣布重新实施1876年宪法，重开议会，是为奥斯曼帝国历史上“二次立宪期”的开始。在1908年的选举中，青年土耳其党人掌得政权。新议会包括142名土耳其人、60名阿拉伯人、25名阿尔巴尼亚人、23名希腊人、12名亚美尼亚人、5名犹太人、4名保加利亚人、3名塞尔维亚人和1名弗拉赫人。但是青年土耳其党人大多坚持泛土耳其主义，认为土耳其人应当在帝国内占支配地位，这与阿拉伯人的主张相悖。1909年，部分保守军官发动1909年奥斯曼帝国政变，而阿拉伯议员大多支持军方推翻议会治权。保守派政变因3月31日事件的发生而终止，随后支持保守派的阿卜杜勒-哈米德二世苏丹被青年土耳其党人废黜，穆罕默德五世登基。
1913年，一些阿拉伯知识分子和政治家于法国巴黎举行了会晤，是为第一次阿拉伯大会，会后阿拉伯民族主义者决定共同争取阿拉伯地区在奥斯曼帝国体制下的更高度自治，并重申了阿拉伯应征兵于本地服役的主张。而麦加谢里夫，侯赛因·本·阿里，此后阿拉伯起义的主要领袖，并未参与上述任何民族主义活动——这位民众眼中哈里发的忠实部下，是在伊斯坦布尔度过大半生的阿拉伯人，其土耳其语要高于阿拉伯语。侯赛因建立阿拉伯国家的野心，始于三帕夏（恩维尔帕夏、塔拉特帕夏和杰马尔帕夏）的独裁统治，这使得侯赛因失去了其在伊斯坦布尔乃至麦加的大部分话语权。“三帕夏”属于青年土耳其党人中激进的土耳其民族主义派，于1913年1月通过突袭高门政变掌权。他们推行中央集权的独裁政策，这威胁到了侯赛因在汉志地区的政治势力。尽管如此侯赛因仍然没有倒向民族主义一方——事实上，在阿拉伯起义爆发之初的1916年6月，他才决定听取阿拉伯民族主义者的说辞，并将之作为其在中东地区建立国家的宣传主张之一，如同与之共行的古老“乌玛”理论。侯赛因视自己为一个新帝国的创立者，将自己麾下的阿拉伯追随者视作是后进无知的人，“注定为他所统治”。
第一次世界大战中，奥斯曼土耳其帝国加入同盟国，与英法为首的协约国为敌，双方在中东地区展开拉锯战。为了给本方增添战争筹码，英国人有意联合阿拉伯民族主义者共同对抗伊斯坦布尔方面的军队。而战争期间，帝国政府在大马士革和贝鲁特等地抓捕、囚禁民族主义者，也迫使阿拉伯民族主义势力转向英国一方。这为阿拉伯民族主义的兴起提供了历史契机，而英国人则成为其最大支持者。

## 实力对比

### 起义军

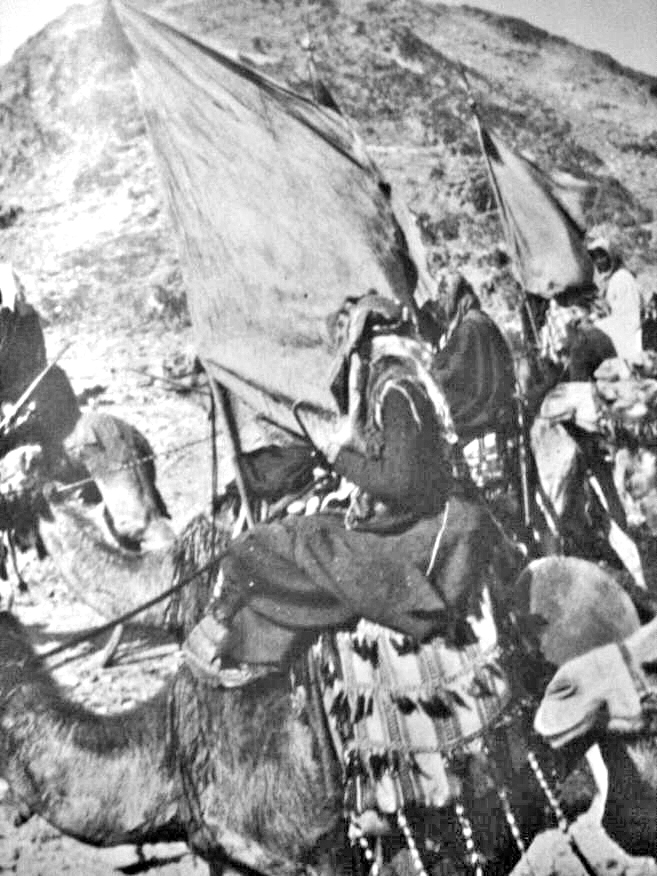
费萨尔·本·侯赛因麾下的非正规武装，摄于1917年。

据统计，共有大约5,000名阿拉伯正规军参与了起义，他们同英军将领埃德蒙·艾伦比率领的埃及远征军一同参加了西奈半岛和巴勒斯坦战役，其中并不包括托马斯·爱德华·劳伦斯和费萨尔·本·侯赛因麾下的非正规武装。而在起义的最后阶段，即进军叙利亚的阶段中，参与起义军的正规军士兵大增，各地迭有零星的阿拉伯士兵在起义军攻入本地时选择加入起义武装。例如，亚喀巴战役中，最初的起义军只有上百人，但起义军的人数随着战役的进行不断壮大，众多当地部落纷纷加入，在起义军最终总攻亚喀巴时，已经拥有上千军队。
哈希姆王朝麾下武装包括两部分，一是起义前期同土军周旋的部落游击武装，二是麦加谢里夫侯赛因·本·阿里麾下的谢里夫军，其中有许多阿拉伯裔土军战俘，负责正面攻势。而对于费萨尔·本·侯赛因麾下武装，各统计资料所显示的人数不同，但可以肯定的是，在1918年费萨尔麾下已拥有多达30,000人的部队。费萨尔最初的兵员大部分属于贝都因人等沙漠游牧部族，联系松散，且大多看重本部落的利益，而非整个战局，甚至具有佣兵性质，为了鼓动其进攻，甚至需要花费金钱——1916年末，法国人支援了125万金法郎以支援起义；1918年9月起，英国人每月需花费22万英镑补贴这些部落武装。费萨尔希望说服土军阵中的阿拉伯裔士兵倒戈加入起义，但是大部分阿拉伯士兵都直接被奥斯曼土耳其政府送往战争最前线，因此在起义末期大总攻前，只有一部分阿拉伯逃兵加入了起义军。而哈希姆王朝麾下军队普遍装备低劣，至战争中后期才收到来自英法的步枪和机枪支援。

### 奥斯曼帝国军队

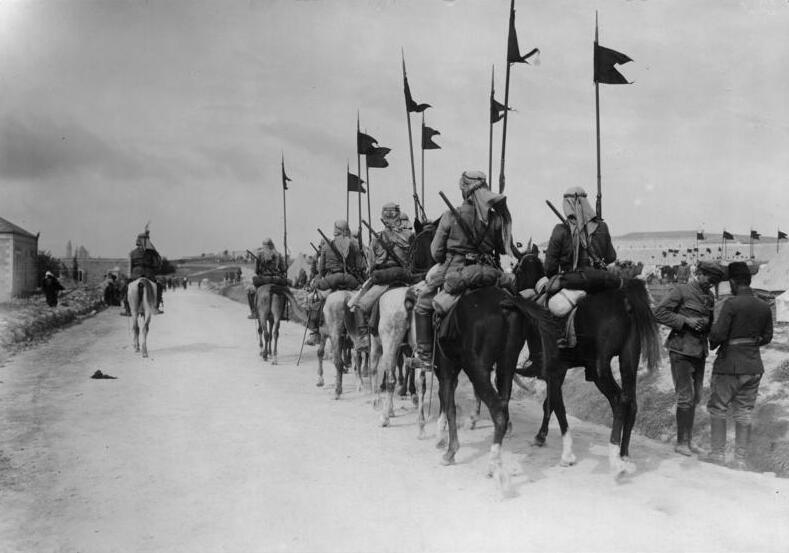
耶路撒冷的土军骑兵部队，摄于1917年。

1917年，汉志地区的奥斯曼土耳其军队大约有20,000人。在1916年6月起义爆发时，驻防汉志地区的是土军第四军的第七军团，另包括阿里·内齐卜帕夏中校指挥的第58步兵师、穆罕默德·杰马尔帕夏指挥的第1临时部队（Kuvvie-Mürettebe，负责保卫汉志铁路）以及法赫里帕夏指挥的汉志远征军（Hicaz Kuvvei Seferiyesi），作战期间又增援有第2临时部队，以补防汉志铁路地区。这些部队装备大量近代德制武器，且拥有奥斯曼帝国航空中队、柏林的德国空军以及宪兵队的额外支援，在装备上要优于起义军，因此起义初期进行得并不顺利。
起义爆发后，土军阵中仍包括大量效忠伊斯坦布尔哈里发的阿拉伯士兵，同协约国及起义军作战。而在第一次世界大战期间，共有10万到30万名阿拉伯人于土军服役。除却奥斯曼帝国的武装，哈伊勒拉希德王朝麾下的部落武装亦站在土军一边，他们在战争期间常常发动突袭帮助土军牵制起义军。拉希德王朝是当时舍迈尔山酋长国的建立者和统治者，领土范围涵盖今日的沙特阿拉伯北部地区。综上所述，在奥斯曼帝国的领土内，仍然效忠伊斯坦布尔的阿拉伯人占大部分，亦即仅有一小部分阿拉伯人决定反叛，因此部分历史学家认为“阿拉伯大起义”的用词是不恰当的。
奥斯曼土耳其帝国军队的弱点在于后勤，其漫长的补给线严重依赖狭长的汉志铁路的增援。由于后勤上的缺陷，土军甚至无法发动有组织、高纪律度的大规模攻势，被迫在大部分战役中处于被动的守势。

## 经过

### 麦地那鸣枪及麦加起义

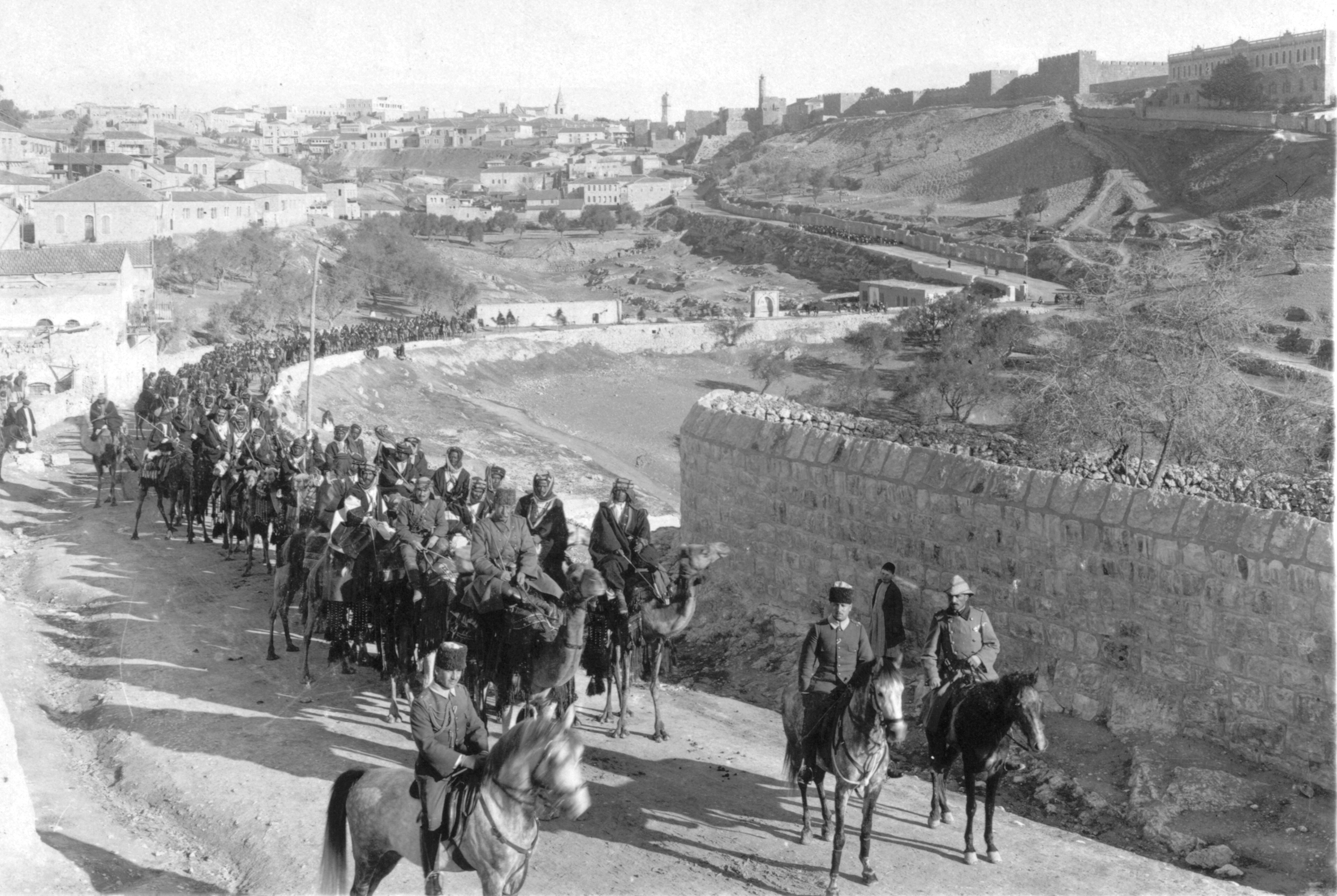
1916年，正撤离前线的阿拉伯骆驼兵。

由于奥斯曼帝国以及其同盟国盟友的打压，麦加谢里夫侯赛因·本·阿里逐渐失去其政治地位。1915年7月至1916年1月，侯赛因与英高级专员亨利·麦克马洪互通信函，是为著名的“麦克马洪－侯赛因通讯”。在通讯中，英国人向麦加谢里夫保证，如若侯赛因率军协助英军的中东战事，战后英国人将协助他建立一个地处埃及和波斯之间，但不包括科威特、亚丁及叙利亚海岸地区的阿拉伯帝国。法理上，侯赛因在当时仍是奥斯曼帝国一方的人员，但这次通讯使得其逐渐偏向投奔英国。除此原因以外，另一个使侯赛因心生反意的原因是其被政府撤换的传闻——扎伊德家族首领谢里夫·阿里·海达尔得宠，被指将取代侯赛因成为新任麦加谢里夫。当时大马士革对于阿拉伯民主主义分子的公开处决，亦加重了其对于被废黜后命运的恐惧感。
1916年6月5日，侯赛因的两个儿子阿里·本·侯赛因及费萨尔·本·侯赛因率先发难。1500名阿拉伯骑士在麦地那对空鸣枪，宣称阿拉伯独立。他们在麦地那向土军驻军发动了进攻，但被法赫里帕夏击退。6月8日前后，侯赛因与英国人及法国人订立了反土同盟，确切日期不明。一位名为穆罕默德·谢里夫·法鲁基的土军阿拉伯军官为该联盟的订立提供了便利。而在当时，侯赛因手下大约有50,000名武装人员，但其中仅有至多10,000人装备有步枪。6月10日，侯赛因率军袭击了土军于麦加的驻地，发动麦加战役，正式拉开了阿拉伯起义的序幕。6月10日，侯赛因的长子阿里和三子费萨尔联合指挥的汉志战士包围了圣城麦加，土耳其的汉志总督加里布帕夏带着亲卫队逃往汉志山脉中的避暑胜地塔伊夫。在这里，侯赛因向全世界穆斯林发表宣言，公开谴责土耳其当局“迫害和屠杀阿拉伯民族主义者，背离伊斯兰教精神”，并宣布阿拉伯脱离奥斯曼帝国而独立。在麦加战役中，侯赛因的部落武装同人数及装备均占优势的土军进行了一个多月的血腥巷战，英国埃及远征军的炮兵支援帮助起义军取得了战役优势。1916年7月9日，起义军成功攻占麦加。而土军对于麦加的无差别轰炸使得麦加城遭到破坏，起义军称此为“突厥人对于圣城的亵渎”，将此事变为起义军的宗教宣传武器。同日，侯赛因的另一个儿子阿卜杜拉·本·侯赛因袭击了塔伊夫，在战役初期攻势受挫的情况下同样借由英军的炮兵支援扭转了战局，于9月22日攻下塔伊夫。
英法二国的海军舰队于战争初期便清理了红海沿岸的土军炮舰。6月10日，一支3,500人的阿拉伯部队进攻了吉达，亦得到了英国海军的炮击协助。英国皇家海军的心上女郎号水上飞机母舰为起义军提供了关键的空中支援；6月16日，土军驻军投降。至1916年9月末，阿拉伯起义军已经攻占了红海沿岸的拉贝格（Rabegh）、延布（Yanbu）和昆菲达（Qunfida）等地，并在英国海军的协助下俘获6,000名土军战俘。起义军对于红海沿岸地区的占领允许英国人送达700名阿拉伯裔土军战俘（大多来自伊拉克）加入了努里·赛义德领导的起义军；此外亦有众多来自法属北非殖民地的穆斯林援军。当时土军尚有15,000名装备精良的士兵留在汉志地区。10月，起义军进攻麦地那遭到击退，损失惨重。

### “阿拉伯的劳伦斯”

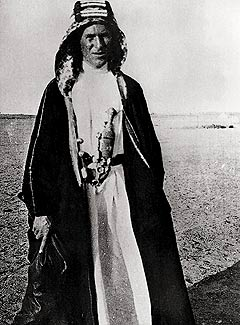
劳伦斯于拉贝格（Rabegh）身着阿拉伯民族服饰，摄于1917年。

1916年6月，英国向汉志地区派出多位军官，以协助指挥起义，其中较为著名的有西里尔·威尔逊上校、皮尔斯·乔伊斯上校和斯图尔特·纽科姆中校；赫伯特·加兰亦参与其中。法国同样涉入此次行动，派出爱德华·布雷蒙上校率兵前往汉志地区。法国援军与英国援军不同之处在于其阵中的穆斯林将领，如穆罕默德·乌尔德·阿里·拉霍上尉；克洛德·普罗斯特和洛朗·德皮二人则是改信伊斯兰教的欧裔将领。法军的罗萨里奥·皮萨尼上尉（Rosario Pisani）尽管并非穆斯林，但这位战地工兵兼炮兵指挥官对于费萨尔北方军的起义有着重要的贡献。而一位英国年轻军官托马斯·爱德华·劳伦斯（绰号“阿拉伯的劳伦斯”，Lawrence of Arabia）则拥有更为引人瞩目的成就。1916年10月，他以联络官的身份来到汉志，协助起义军进行战事，在此后的起义过程中扮演了重要的角色。英国历史学家戴维·墨菲写道：“尽管劳伦斯只是英法援军众多将领之一，但历史学界往往将英国援助阿拉伯起义写作托马斯·爱德华·劳伦斯一人的事业。”
1916年12月，劳伦斯借由英国海军的帮助成功阻滞了土军于延布的攻势。劳伦斯最主要的贡献在于其与阿拉伯将领（主要是费萨尔和阿卜杜拉）的信息联络促成了起义军与英军之间战略的良性互补与配合。劳伦斯与费萨尔关系密切，而费萨尔指挥的北方军是英援的主要受益者。相比之下，劳伦斯与阿卜杜拉的关系相对疏远，因而阿卜杜拉的东方军很少得到英军支援。劳伦斯说服阿拉伯军队将战略重心放在汉志铁路沿线地区，而非麦地那。这个决策迫使土军派重兵保卫铁路，同时承担持续的维修工作——这对土军起到了迟滞的作用。
1916年12月1日，为占领延布港，法赫里帕夏率领三个旅的兵力对麦地那发起了进攻。战事初期，法赫里帕夏的军队击退了数支阿拉伯军队，直逼延布，但英红海巡航舰队的海空支援再次替起义军扭转了战局。12月11日至12日，在英国海军的打击下，土军损失惨重，迫使法赫里帕夏更改战术，改向吉达以北的城镇拉贝格进攻，但游击势力对于部队侧翼以及补给线的偷袭，以及来自延布新建的英国飞行军团的空袭使得土军腹背受敌。补给吃紧的土军孤军深入、补给线冗长，已经失去了作战优势，因此法赫里帕夏不得不在1917年1月18日调兵转回麦地那。
港口城市沃季赫是劳伦斯袭击汉志铁路计划的重点。1917年1月3日，费萨尔率5,100名骆驼兵及5,300名步兵沿红海海岸北进发动攻势，其阵中拥有4门克虏伯火炮、10挺机枪和380只驮物骆驼，行军期间由英国海军负责补给。1月23日，一支包含有400名阿拉伯士兵及200名皇家海军水兵的登陆部队到达延布，而与此同时一支800人的土军驻防部队正准备自南部进攻。沃季赫于36小时后宣布投降，为此土军放弃了其对于麦加的进攻，转而选择与汉志铁路沿线的分散兵力一同退往麦地那进行防守。在攻势期间，阿拉伯起义军渐渐壮大，拥有70,000人的兵力，装备有28,000支步枪，分三路部署。侯赛因之子阿里的部队直逼麦地那；阿卜杜拉驻扎于瓦迪艾斯（Wadi Ais），负责骚扰土军联络及切断补给线；费萨尔则驻扎在沃季赫准备下一步攻势。此外，另有一支阿拉伯骆驼兵在1,600千米（1,000英里）范围内运送食物及补给，同时自一互相间隔约160千米（100英里）的水井系统中取得水源。英法亦筹划成立一支阿拉伯正规军（亦即“谢里夫军”），以收容土军阿拉伯战俘。阿拉伯正规军士兵着英式制服、头戴阿拉伯头巾，与部落游击武装分开，进行常规作战。参加起义的土军阿拉伯将领中著名的有努里·赛义德、贾法尔·阿斯卡里以及阿齐兹·阿里·米斯里。
除托马斯·爱德华·劳伦斯外，格特鲁德·贝尔同样发挥了重要的作用。自牛津大学毕业后，她从1888年开始周游中东，成为历史第一人。贝尔于1914年1月与外约旦霍维塔特部落（Howeitat）的哈尔卜谢赫进行了会见，并取得重要情报。她提供的信息在劳伦斯进攻亚喀巴期间作用重大。根据历史学家戴维·霍格思的文章，贝尔所提供的情报“完整地涵盖了汉志铁路到内夫得沙漠之间的部落武装情况，尤其是霍维塔特部落的相关信息”。霍格思强调道：“劳伦斯在1917年至1918年于阿拉伯的战事中善用了贝尔提供的情报，使得其战事进行得更加顺利。”

### 打击汉志铁路及占领亚喀巴

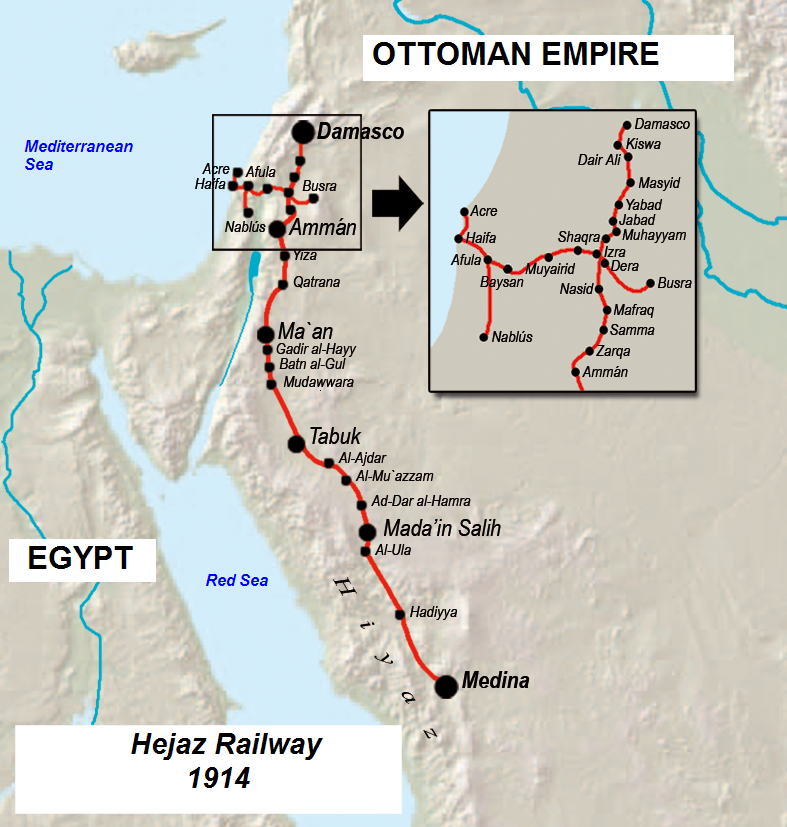
汉志铁路线路图（大马士革－麦地那线）。汉志铁路是奥斯曼土耳其帝国在20世纪初投重金建设的重要铁路，在阿拉伯起义中，汉志铁路沿线成为起义者的进攻重点，这对汉志铁路造成了破坏。自1917年后，汉志铁路大部分路段一直处于失修荒废的状态。

1917年初，阿卜杜拉·本·侯赛因麾下的东方军在沙漠地带突袭了一支由阿什拉夫·贝伊率领的土军运输部队，缴获了价值20,000英镑的黄金。这些黄金可能是奥斯曼土耳其帝国用于收买贝都因人佣兵的佣金。同期阿拉伯游击队开始沿汉志铁路发动偷袭。起初这些游击部队是由正规军将领指挥的，例如米斯里以及英国人纽科姆、霍恩比和赫伯特·加兰。他们指挥游击部队袭击无人看防的路段，将之炸断。赫伯特·加兰更是发明了一种“加兰地雷”，布于汉志铁路沿线，破坏力很大。1917年2月，加兰首次借此成功炸毁一列运输列车。同月，法国将领穆罕默德·乌尔德·阿里·拉霍亦首次成功完成了部分铁路的炸毁任务——拉霍随后发动多次类似袭击，使他成为起义期间汉志铁路的主要破坏者之一。3月，劳伦斯也发动了他对铁路的首次袭击。破坏汉志铁路的战例层出不穷，典型战例例如7月6日至7日英国人纽科姆和乔伊斯指挥的袭击。他们率兵在汉志铁路某线路埋下超过500颗炸弹，并在凌晨2点左右全部引爆。在8月的一次袭击中，拉霍带领其贝都因游击队一次炸毁了5千米的线路，以及4座桥梁。

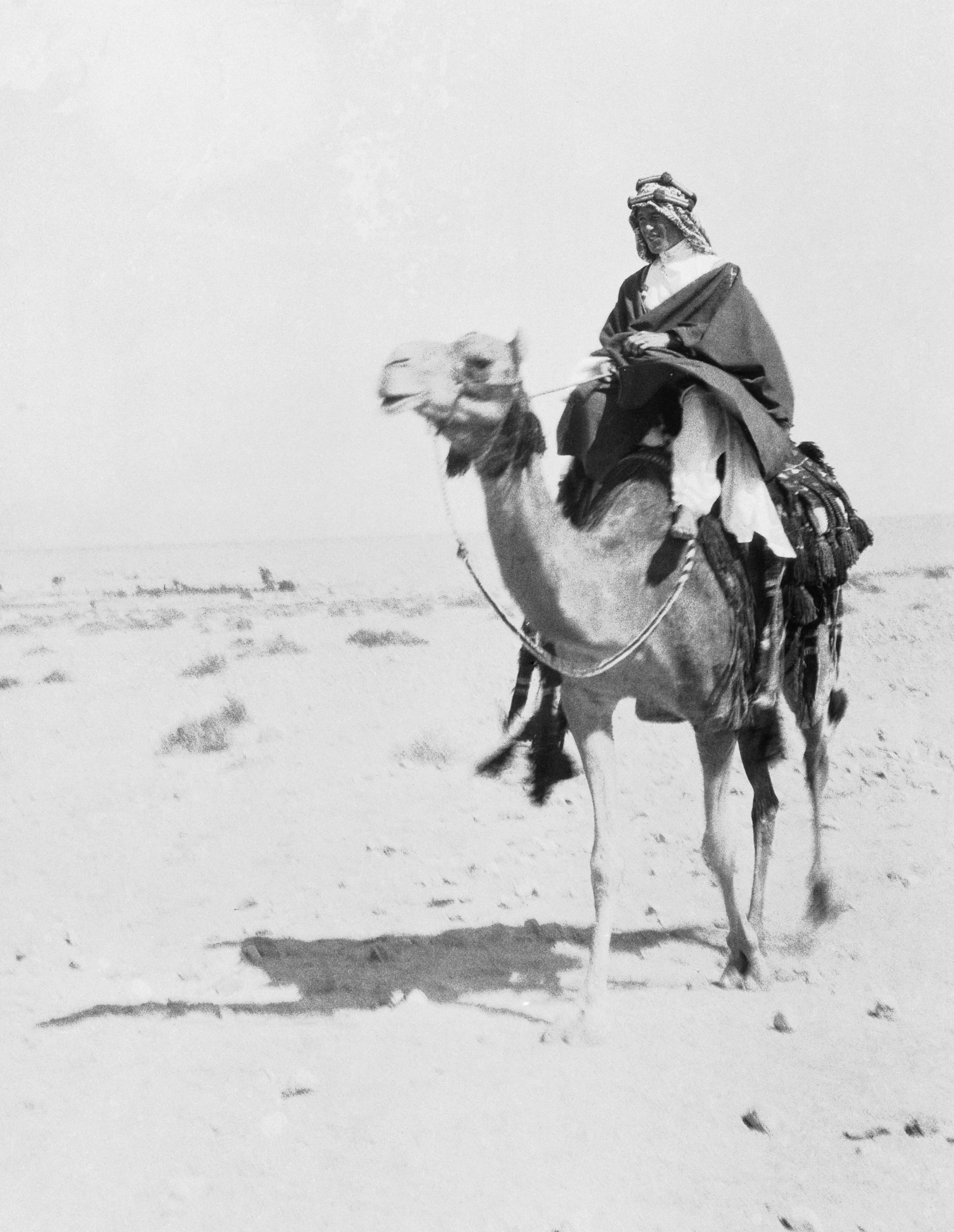
征服亚喀巴后的劳伦斯，摄于1917年。

1917年3月，土军连同舍迈尔山酋长国的部落武装对汉志地区发动了扫荡，造成起义军的重大损失。但是，1916年12月土军对延布的失败进攻使得起义军实力大增，迫使土军渐渐转入守势。劳伦斯事后称，土军在延布的失败是阿拉伯起义的一个转折点，几乎使得土军的败势变得不可逆转，是土军在汉志地区溃败的序曲。
1917年，劳伦斯拟定了一次针对亚喀巴港的英阿联合行动，其中阿拉伯军由非正规武装以及奥达·阿布·塔伊领导的霍维塔特部落武装组成。亚喀巴港是奥斯曼土耳其于红海沿岸剩余的唯一一座港口，威胁着英国埃及远征军的右方侧翼。占领亚喀巴能够确保埃及远征军的下一步攻势不受侧翼阻拦，而且亦能为英国援阿物资提供中转站。劳伦斯和奥达带领40名部下于1917年5月9日离开了沃季赫，计划到访霍氏部落驻地征召一队骆驼兵。7月6日，陆上攻势成功后，阿拉伯人几近兵不血刃拿下亚喀巴。劳伦斯随后跋涉150英里到达苏伊士运河，向军方求得食物等物资补给，予以2,500人的阿拉伯起义军以及700名土军战俘。不久后，一支庞大的英法联合舰队航向亚喀巴，帮助阿拉伯人镇守该城。
阿拉伯起义军的进军过程遭到有部分民间武装的干扰。1917年7月，起义军开入卡拉克镇时，遭到当地民兵的阻挡，被迫撤离。后来英国情报透露道，约旦河东岸的大部分部落都“坚定地支持着奥斯曼土耳其”。1917年末，起义军向奥斯曼土耳其的数个据点发动了突袭，以支援英军将领埃德蒙·艾伦比针对加沙－贝尔谢巴防线发动的冬季攻势。典型的突袭战例如1917年9月的一次突袭，由劳伦斯发动，通过炸毁桥梁歼灭了一支土军铁路运输部队，随后又洗劫了奥斯曼土耳其的维修部队。1917年11月，为支援艾伦比将军的攻势，劳伦斯又向雅莫科河谷地发动了一次孤军深入的突袭行动，摧毁当地铁路桥未果，转而突袭并歼灭了土军第七军团指挥官杰马尔帕夏的铁路部队。1917年圣诞节前夕，艾伦比攻下耶路撒冷，为此次进攻画下圆满句号。

### 土军全线溃退
贾法尔·阿斯卡里指挥的正规军
数支步兵旅
一个骆驼兵营
一个驴骑兵营
约八门火炮
乔伊斯中校指挥的英军分队
汉志劳斯莱斯轻装甲车组，装备机枪
2门10磅塔尔博特卡车车载火炮
一支飞行部队
一个埃及骆驼兵连
埃及骆驼兵运输部队
埃及劳工部队
亚喀巴无线电台
皮萨尼上尉指挥的法军分队
两门山炮
四挺机枪
十支自动步枪
占领亚喀巴后，费萨尔王子的军队获得了更多支援。以斯图尔特·纽科姆和西里尔·威尔逊为首的军官团及顾问团为起义军提供了武器支援，包括步枪、炸药、迫击炮和机枪。其中，由于缺乏炮兵指挥官，火炮的支援量和支援频率相对较低。起义军阵中，只有法国人皮萨尼麾下装备有两门山炮。埃及兵和印度兵亦参与了起义，他们主要是以机枪操作员和特种部队的身份出现在战场上。除此之外，英军分队拥有数辆劳斯莱斯轻装甲车的支援。英国皇家飞行队以及帝国骆驼兵都曾参加过阿拉伯起义军的军事行动。阿里王子和阿卜杜拉王子则更多得到法国人的支援，法军的爱德华·布雷蒙上校与他们保持有良好的关系。阿里王子领导的是阿拉伯南方军，负责进攻麦地那；阿卜杜拉的东方军则负责保护阿里的东部侧翼免受拉希德部落武装的袭击。直至战争结束，麦地那也未能被起义军攻占。1919年1月9日，负责保卫麦地那的法赫里帕夏被政府召回，至此麦地那才被迫投降。在麦地那投降时，当地的土军驻军共有456名军官和9,364名士兵。
在劳伦斯、威尔逊等人的指挥下，阿拉伯人对汉志铁路发动了成功的破坏战，他们炸毁土军列车、拆毁铁轨，得以缴获大量军事物资，更重要的是，他们的军事行动牵制了数以千计的奥斯曼帝国军队。1918年1月，起义军与土军在塔菲拉（Tafilah，今属约旦）爆发了大规模的战斗，战果辉煌，歼敌1,000余人，自身损失仅40人。这是起义期间最大规模的战斗之一。1918年4月，贾法尔·阿斯卡里和努里·赛义德率阿拉伯正规军对马安发动正面攻势，虽然两败俱伤，但是阿拉伯正规军仍然通过切断补给得以于1918年9月最终击败马安的守军。而在进攻马安期间，阿斯卡里曾向英军请求毒气支援，遭到英方拒绝。
1918年春，为彻底切断和摧毁汉志铁路，英阿联军发动了所谓“刺猬行动”。1918年5月，行动部队炸毁了25座铁路桥。7月24日，R·V·巴克斯顿指挥帝国骆驼兵团第五连和第七连自苏伊士运河出发前往亚喀巴，以进攻穆道瓦拉车站（Mudauwara）。行动期间最大规模的进攻亦由英国帝国骆驼兵团发动，1918年8月8日，在英国空军的支援下，帝国骆驼兵攻占并洗劫了土军重兵把守的穆道瓦拉。最终英军共俘获120人以及2门火炮，自身损失17人。巴克斯顿随后指挥两个骆驼兵连攻向安曼，以摧毁主干桥梁。但是在安曼的20英里（32）近郊，他们遭到空袭，被迫跋涉700英里（1,100）撤至贝尔谢巴，历时44天。
战争末期，协约国开始谋划总攻，以将奥斯曼土耳其赶出战争。埃及远征军的埃德蒙·艾伦比将军希望费萨尔王子率其北方军自土军主力东路发动突袭，迫使土军指挥官抽兵把守侧翼，以达到阻滞土军的目的。一支450人的部落武装奉命协助费萨尔王子的行动，他们主要来自卢瓦拉（Rwalla）、巴尼撒赫（Bani Sakhr）、阿贾尔（Agyal）和霍维塔特部落。此外，费萨尔还得到了英军廓尔喀佣兵、装甲车中队、埃及骆驼兵、阿尔及利亚炮兵以及皇家空军的支援。事实上到1918年，整个阿拉伯起义军已经拥有了较为庞大的规模，并且能够为艾伦比将军的埃及远征军提供军事情报。他们对土军补给线发动频繁骚扰，并进攻小型驻地。9月27日，一支自穆宰里布（Mezerib）撤退的多国军团（包含土军、德军及奥军）在塔法斯（Tafas）遭遇阿拉伯军队突袭，几近全军覆没。在塔法斯，劳伦斯下令枪杀战俘，至少250名德国及奥地利战俘以及大量土军战俘被排队处决，是为“塔法斯屠杀”。劳伦斯后来辩解称这是对土军先前洗劫塔法斯村的报复。劳伦斯在回忆录《智慧的七柱》中写道：“在塔法斯的恐慌中我们不断杀戮，……这样他们的死亡和鲜血才能消解我们的痛苦。”最终艾伦比率军于梅吉多战役中大获全胜，与阿拉伯人的突袭不无关系。
1918年9月底至10月，土军全线溃退。9月27日，劳伦斯协同起义军进攻德拉，并在10日内击溃守军。艾伦比对费萨尔王子在作战中的作用加以认可道：“我向殿下表达我的祝愿，以及我对于您部队伟大成就的诚挚祝贺……多亏了我们的共同努力，现在土军正全线溃退。”1918年9月30日，谢里夫·纳赛尔和努里·沙阿兰率其骆驼兵及卢瓦拉部落武装开入大马士革，但他们停留在了市镇外，以等待费萨尔王子的到来。但是一支小型部队翻入城墙发现，当地的民族主义者已经将阿拉伯起义旗升起。当日晚，澳大利亚骑兵部队开入大马士革。翌日（10月1日）奥达·阿布·塔伊、劳伦斯以及阿拉伯起义军到达大马士革。10月25日，起义军攻占阿勒颇。至此，土军几无能力再发动任何军事行动，整个战争也行将结束。到战争末期，被英国埃及远征军占领的土地有巴勒斯坦、外约旦、黎巴嫩、阿拉伯半岛大部以及叙利亚南部。麦地那至战争结束时仍未投降，该城事实上直到1919年1月才宣布彻底投降。

## 后续

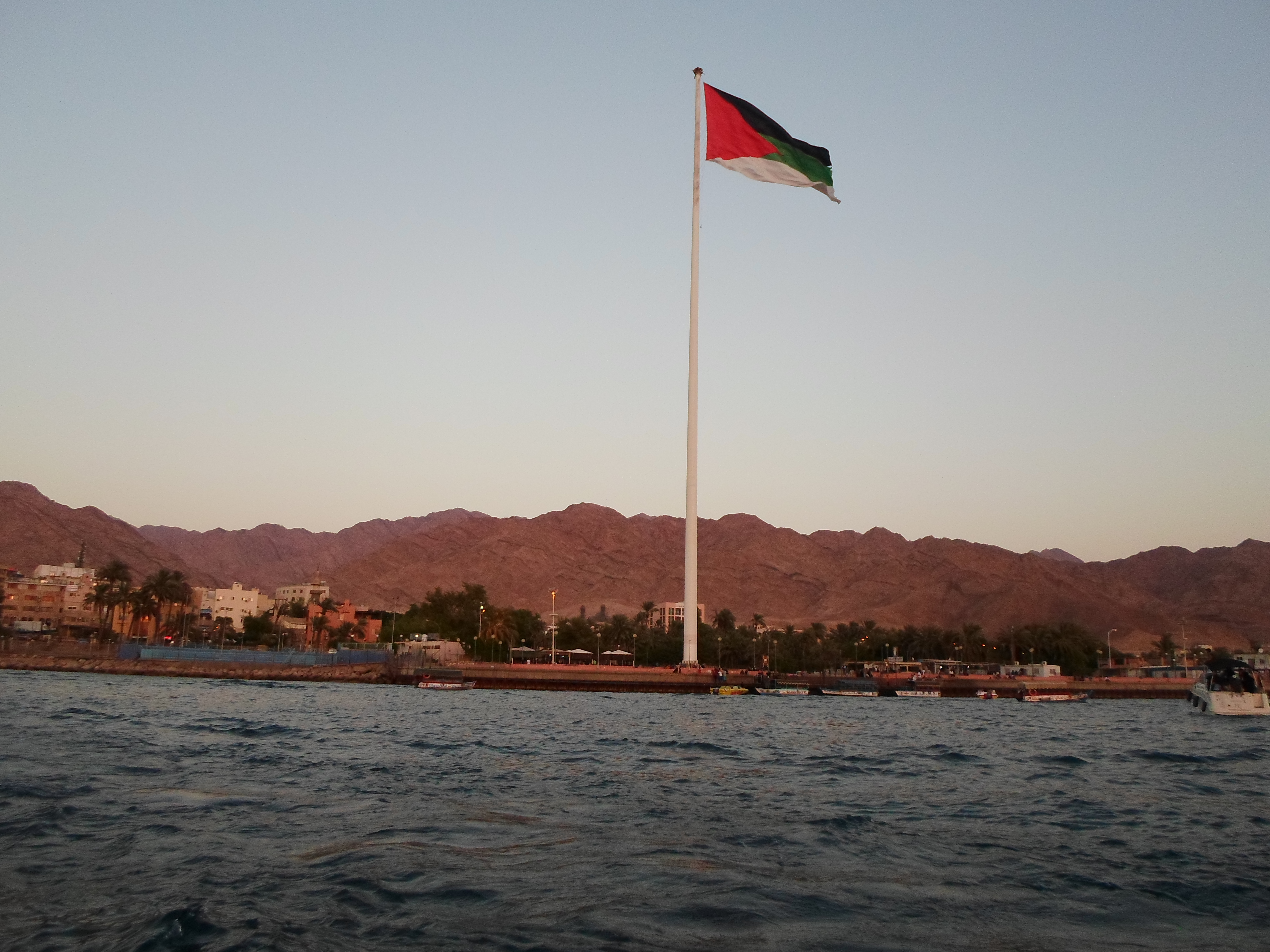
约旦亚喀巴的亚喀巴大旗杆（世界第六高独立旗杆）上仍飘扬着一面阿拉伯起义旗。

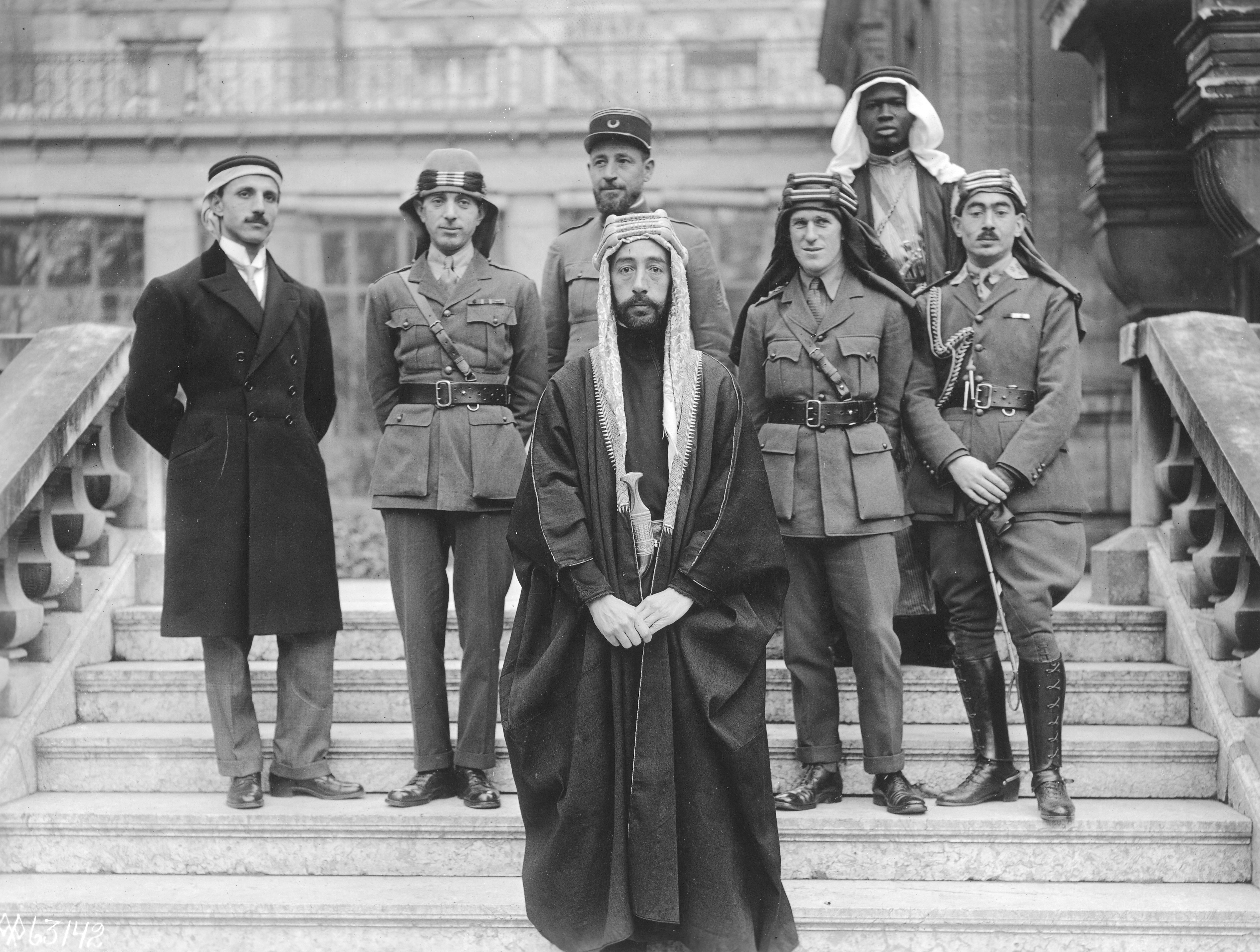
参加巴黎和会的阿拉伯代表团。从左至右：鲁斯坦·海达尔、努里·赛义德、费萨尔王子（前）、皮萨尼上尉（后）、托马斯·爱德华·劳伦斯、费萨尔的仆人和哈桑·哈德里上尉。

按照侯赛因－麦克马洪通讯的约定，英国人同意允许阿拉伯人独立建国，但是双方对于这句话有着不同的解读。事实上，1916年5月，协约国秘密签署了《赛克斯-皮科协定》，划分了列强在中东的势力范围。根据协定，叙利亚、安那托利亚南部、伊拉克的摩苏尔地区划为法国的势力范围；叙利亚南部和美索不达米亚南部（现伊拉克大部分地区）为英国势力范围。1917年，英国又发表《贝尔福宣言》，支持锡安主义者在巴勒斯坦建立犹太人“民族之家”。侯賽因—馬克馬洪通讯定下的的阿拉伯國家範圍包括霍姆斯、哈馬、阿勒頗、大馬士革連線以東的地區，但英法兩國於1920年4月舉行的圣雷莫會議瓜分了此地區。这些协定，同侯赛因－麦克马洪通讯一起，为中东的战后划分增添了争议。
1920年，费萨尔建立了短暂独立的叙利亚王国。7月，法国占领了本地区，赶走了费萨尔，宣布叙利亚由法国委任统治。1920年8月，协约国与奥斯曼土耳其签署《色佛尔条约》，将叙利亚和伊拉克分别划分给法国和英国，并建立保护领。汉志地区由侯赛因的汉志王国统治；1921年，费萨尔自英国获得了伊拉克国王之位。而反法运动的领导者，费萨尔之兄阿卜杜拉王子获得了外约旦酋长之位，这片地区之后成为现在的约旦王国。可以说，除了叙利亚地区之外，侯赛因－马克马洪协定的内容得到了遵守。
另一方面，侯赛因的行动使得他与另一位立志统一阿拉伯的人——内志酋长伊本·沙特发生冲突。1924年3月11日，侯赛因在土耳其共和国废除哈里发制度的前两天，宣布自己为哈里发，领导伊斯兰教，遭到穆斯林世界的反对。伊本·沙特发表文告，称侯赛因自立为哈里发的行动，违反了伊斯兰教的教义与传统，并谴责哈希姆王朝对朝觐麦加者征收的高额费用，号召穆斯林世界对汉志展开圣战。1924年中下旬，塔伊夫陷落后，内志军队前进到麦加。汉志国王因拒绝接受贝尔福宣言而失去了英国的支持。尔后在他请求外约旦协助亦被拒绝后，逃到了吉达，并将王位交给了儿子阿里·本·侯赛因。10月13日内志军兵不血刃拿下麦加。10月29日，在利雅得召开的伊斯兰会议承认了伊本·沙特对麦加的统治。1926年1月8日，伊本·沙特自立为内志与汉志国王，内志苏丹国更名为内志与汉志王国。侯赛因·本·阿里逃到了塞浦路斯，后在外约旦的安曼定居，1931年去世，被埋葬在耶路撒冷。他的儿子阿里·本·侯赛因于1935年逝世。
1932年，伊本·沙特同内志、季赞、亚西尔一道组成了沙特阿拉伯王国。哈希姆王朝统治伊拉克直至1958年，当年军方发动政变将王朝推翻。而叙利亚则作为法国托管地直至二战结束获得独立，建立共和国。现今，哈希姆王朝仍然统治着约旦。

## 相关影视作品
- 《阿拉伯的劳伦斯》（1962年电影）

### 引用
1. 1 2  Murphy, p. 26.
2. ↑  Military Intelligence and the Arab Revolt: The first modern intelligence war, Polly a. Mohs, ISBN 1-134-19254-1, Routledge, p. 41.
3. ↑  Page 8 – The Arab Revolt, 1916-18 （页面存档备份，存于） Published by New Zealand History at nzhistory.net.nz
4. ↑  Sean McMeekin (2012) The Berlin-Baghdad Express. Belknap Press. ISBN 0674064321. pp. 288, 297
5. 1 2 3 4 5 6 7  Karsh, Efraim Islamic Imperialism, New Haven: Harvard University Press, 2006 page 128.
6. ↑  Karsh, Efraim Islamic Imperialism, New Haven: Harvard University Press, 2006 pages 128-129.
7. ↑  William Easterly, The White Man's Burden, (2006) p. 295
8. 1 2 3 4 5 6  Murphy, p. 34.
9. ↑  Murphy, pp. 20–21.
10. ↑  Murphy, pp. 20–23.
11. 1 2 3  Murphy, p. 21.
12. ↑  Michael Korda, Hero: The Life and Legend of Lawrence of Arabia ISBN 978-0-06-171261-6, p. 19
13. 1 2 3 4 5 6 7  Murphy, p. 24.
14. ↑  Murphy, pp. 21–22.
15. 1 2  Murphy, p. 23.
16. ↑  Murphy, p. 15.
17. ↑  Murphy, p. 8.
18. ↑  Murphy, pp. 34–35.
19. ↑  A Peace To End All Peace, David Fromkin, Avon Books, New York, 1990
20. 1 2 3 4 5  Parnell, p. 75
21. ↑  Murphy, pp. 33–34.
22. 1 2  Parnell, p. 76
23. 1 2  Murphy, p. 35.
24. 1 2 3 4 5 6 7  Murphy, p. 17.
25. 1 2 3  Parnell, p. 78
26. 1 2  Murphy, p. 36.
27. ↑  Murphy, p. 13.
28. 1 2 3  Murphy, p. 37.
29. 1 2 3  Murphy, p. 38.
30. 1 2  Parnell, p. 79
31. 1 2 3  Parnell, p. 80
32. 1 2  Parnell, p. 81
33. ↑  Murphy, pp. 14–15.
34. ↑  Janet Wallach (1997) Desert Queen The Extraordinary Life of Gertrude Bell Adventurer, Adviser to Kings, Ally of Lawrence of Arabia. London: Phoenix/Orion Books Ltd. ISBN 1400096197. pp. 25, 115–8, 202.
35. ↑  Murphy, p. 38
36. 1 2  Murphy, pp. 39–43.
37. 1 2  Murphy, p. 43.
38. 1 2  Murphy, pp. 43–44.
39. 1 2  Murphy, p. 44.
40. ↑  Murphy, p. 45.
41. 1 2 3 4  Parnell, p. 82
42. ↑  Rogan, Eugene. . Penguin. 2011: 152.
43. ↑  Parnell, p. 83
44. ↑  Murphy, pp. 56–57.
45. ↑  Murphy, pp. 57–59.
46. ↑  Falls, p. 405
47. 1 2 3  Murphy, p. 59.
48. ↑  Rolls S.C. (1937). Steel Chariots in the Desert. Leonaur Books.
49. ↑  Murphy, pp. 59–60.
50. 1 2  Murphy, p. 81.
51. ↑  Murphy, pp. 39–46.
52. ↑  Murphy, pp. 64–68.
53. ↑  Murphy, pp. 68–73.
54. 1 2  Murphy, p. 73.
55. ↑  Murphy, pp. 73–74.
56. ↑  Murphy, p. 74
57. 1 2  Falls, p. 408
58. ↑  Murphy, pp. 70–72, 75.
59. ↑  Murphy, pp. 75–76.
60. ↑  Murphy, p. 75.
61. ↑  Murphy, p. 76.
62. 1 2  Murphy, pp. 76–77.
63. ↑  Murphy, p. 77.
64. ↑  Murphy, pp. 77–79.
65. ↑  Murphy, p. 79.
66. ↑  Falls, pp. 582–3
67. ↑  Jeremy Wilson (1989) Lawrence of Arabia: The Authorised Biography of T. E. Lawrence. William Heinemann. ISBN 978-0-434-87235-0. p. 548

## 延伸阅读
- Fromkin, David (1989). A Peace to End All Peace. Avon Books.
- Korda, Michael, Hero: The Life and Legend of Lawrence of Arabia. ISBN 978-0-06-171261-6.
- Lawrence, T. E. (1935). Seven Pillars of Wisdom. Doubleday, Doran, and Co.